# Embalse Porvenir
El Embalse El Porvenir o Presa El Porvenir es un embalse artificial de Cuba. Se encuentra ubicado en la provincia de Camagüey. Tiene un área de agua de 41,7 kilómetros cuadrados y puede albergar un volumen de 171,5 millones de metros cúbicos.
- Datos: Q5830391